# Juan Félix Sánchez

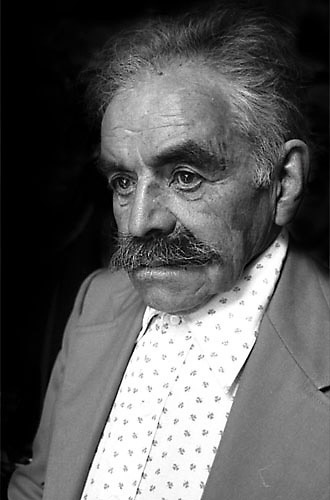
Juan Félix Sánchez

Juan Félix Sánchez Sánchez (auch Juan Félix Sánchez; * 16. Mai 1900 in San Rafael de Mucuchíes, Mérida; † 18. April 1997 daselbst) war ein venezolanischer Künstler und Kunsthandwerker.

## Leben und Werk
Sánchez war als Künstler Autodidakt. Als religiöser Bildhauer, Maler, Weber und Architekt benutzte er vor allem Materialien, die er in den Wäldern seiner venezolanischen Heimat fand, um, nach eigener Aussage, „näher bei Gott zu sein“. Er formte aus Holz und Ton zahlreiche Mariendarstellungen und Kruzifixe. Unter anderem plante und baute er 1984 zusammen mit seiner Lebensgefährtin Epifanía Gil aus tausenden Steinen die Kapelle San Rafael de Mucuchíes. Er wurde auch in dieser Kapelle begraben. Eine weitere Kapelle, die er mit Epifanía Gil baute, steht in El Tisure, die Kapelle in El Bohío wurde Unserer Lieben Frau von Coromoto gewidmet. Seine Bauten brachten ihm den Spitznamen Architekt der Anden ein.
Im Stadtzentrum von Mérida befindet sich die Casa de la Kultur Juan Félix Sánchez, die im Obergeschoss wechselnde Ausstellungen von Künstlern und Kunsthandwerkern der Region zeigt.
Das Leben und Werk von Sánchez wurde in Dokumentarfilmen wie Tisure und Juan Felix Sanchez dargestellt.

## Preise und Anerkennungen
- Premio „Aquiles Nazoa“, 1987.
- Premio Nacional de Artes Plásticas, 1989.

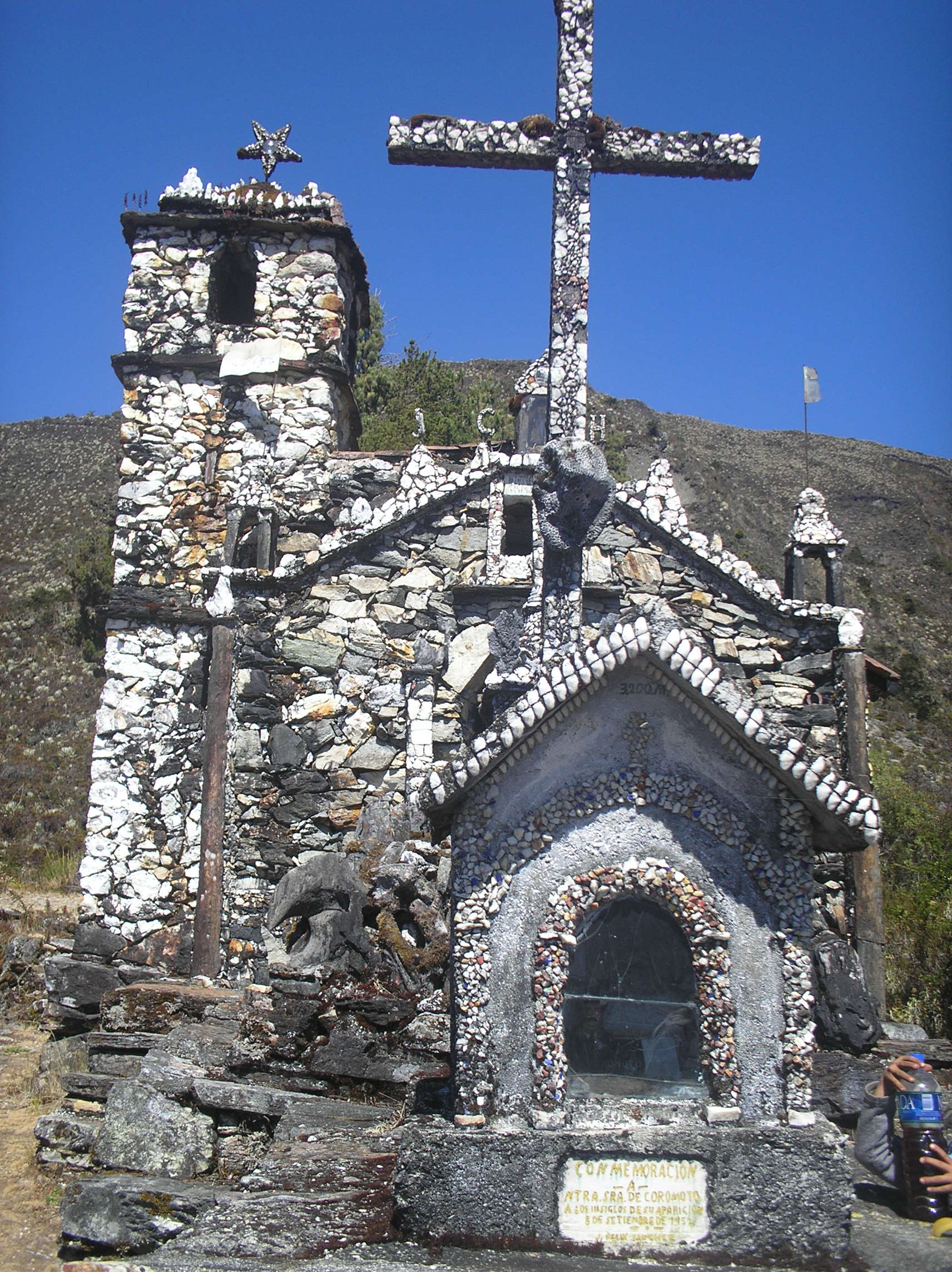
Gemeinsam mit Epifanía Gil erbaute Kapelle El Tisure
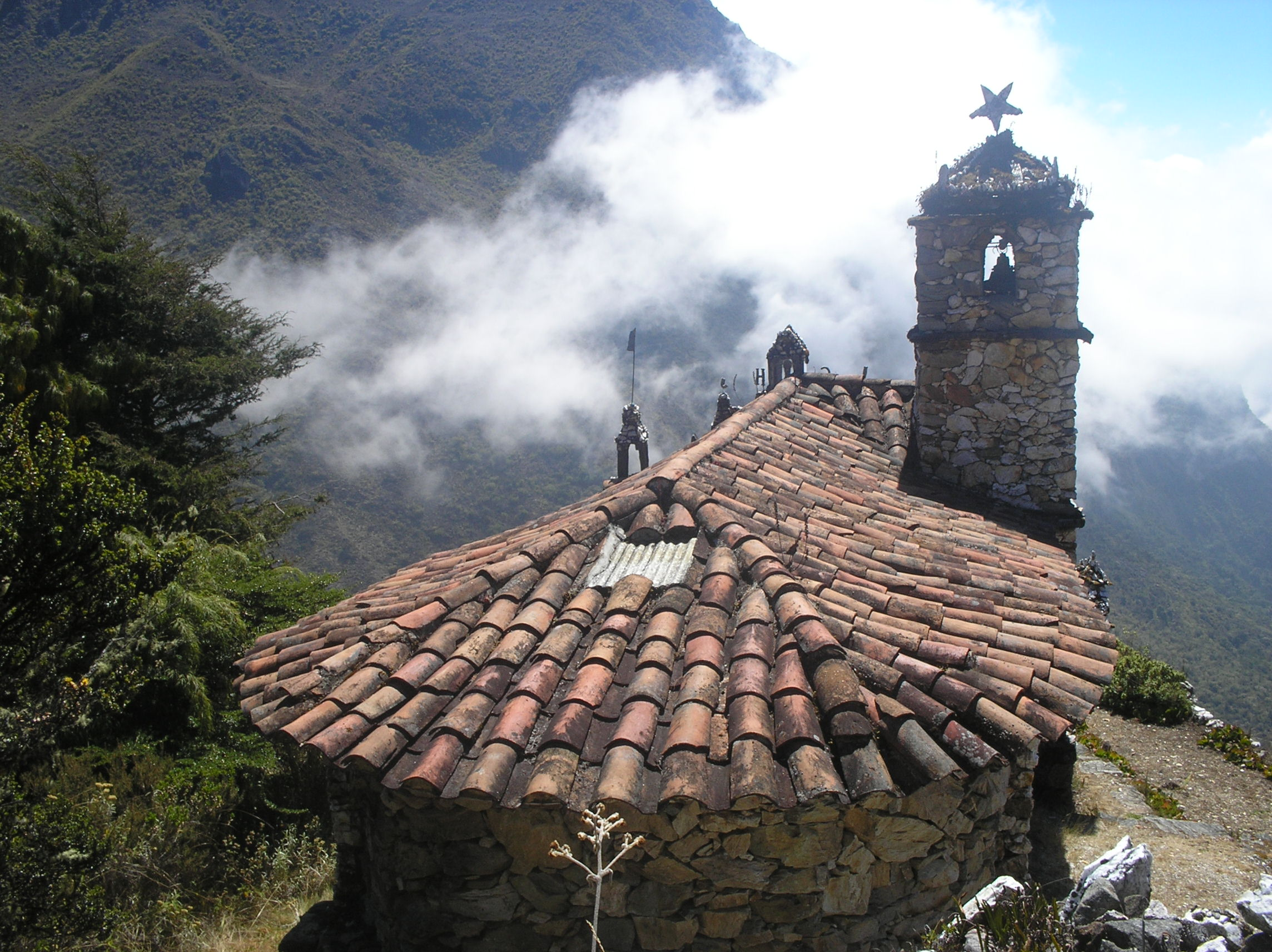
Rückseite der Kapelle
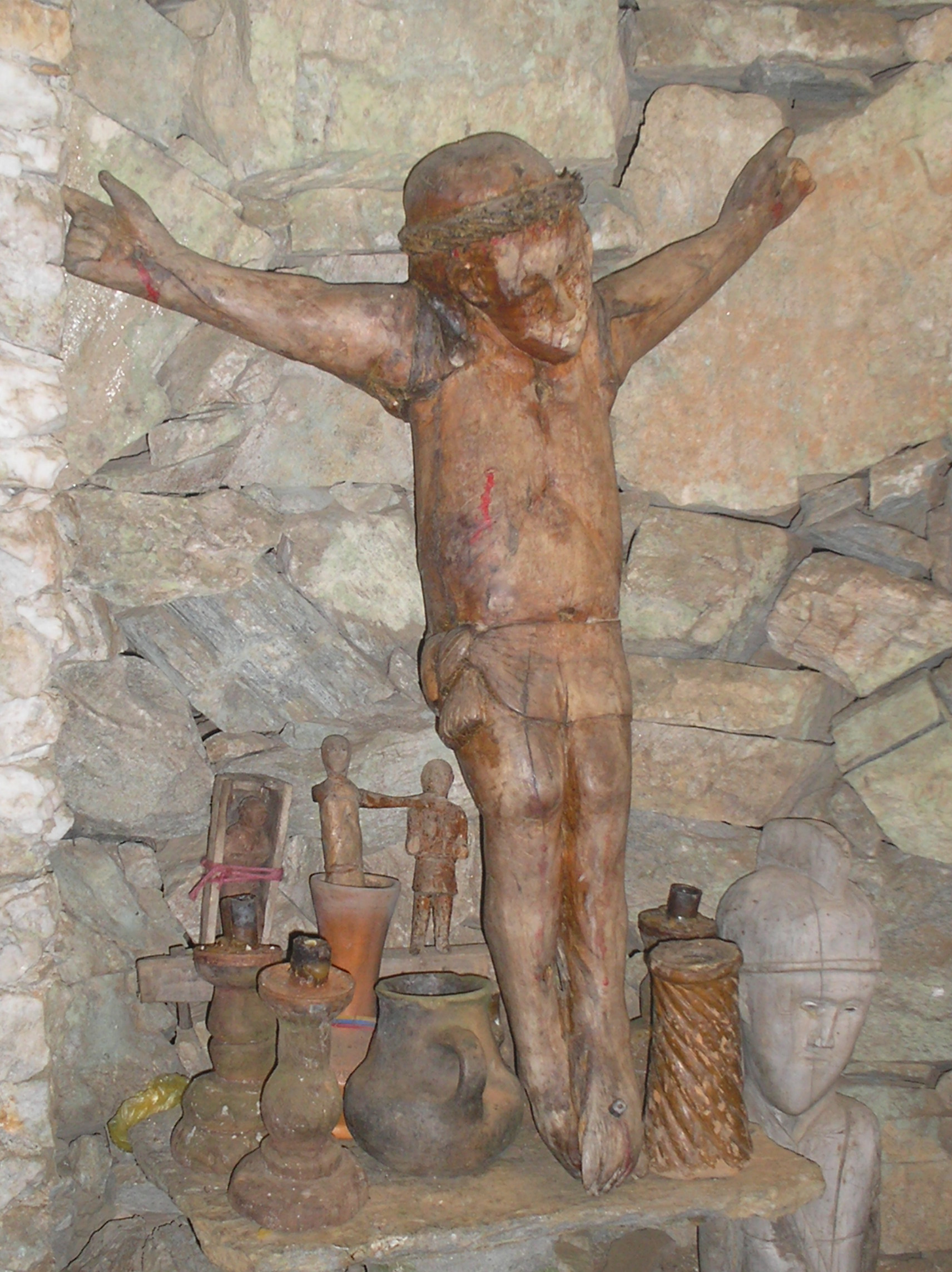
Hölzernes Kruzifix von Sánchez